# Ioana Olteanu
Ioana Olteanu, coniugata Călin (Drăcșenei, 25 febbraio 1966), è un'ex canottiera rumena.

## Carriera
Nata a Drăcșenei, nella Romania meridionale, ha assunto il cognome Călin dopo il matrimonio, dal quale ha avuto una figlia nel 2004. In carriera era specializzata nell'otto, specialità nella quale la Romania femminile è sempre andata a podio ai Giochi olimpici, tranne nella prima apparizione a Montréal 1976 e a Londra 2012. In particolare, Olteanu ha vinto l'argento a Barcellona 1992 dietro al Canada e l'oro ad Atlanta 1996 e Sydney 2000. Inoltre ha ottenuto anche otto medaglie ai Mondiali (in quegli anni non si svolgevano gli Europei): nell'otto quattro ori (a Račice 1993, Aiguebelette-le-Lac 1997, Colonia 1998 e St. Catharines 1999), un argento (a Tampere 1995) e un bronzo (a Indianapolis 1994); un argento ad Aiguebelette-le-Lac 1997 nel 4 senza e un bronzo a Colonia 1998 nel 2 di coppia. Si è ritirata dopo Sydney 2000.

## Palmarès
- Giochi olimpici

Barcellona 1992: argento nell'otto femminile
Atlanta 1996: oro nell'otto femminile
Sydney 2000: oro nell'otto femminile
- Mondiali

Račice 1993: oro nell'otto femminile
Indianapolis 1994: bronzo nell'otto femminile
Tampere 1995: argento nell'otto femminile
Aiguebelette-le-Lac 1997: oro nell'otto femminile
Aiguebelette-le-Lac 1997: argento nel 4 senza femminile
Colonia 1998: oro nell'otto femminile
Colonia 1998: bronzo nel 2 di coppia femminile
St. Catharines 1999: oro nell'otto femminile